# Comércio de jade em Myanmar

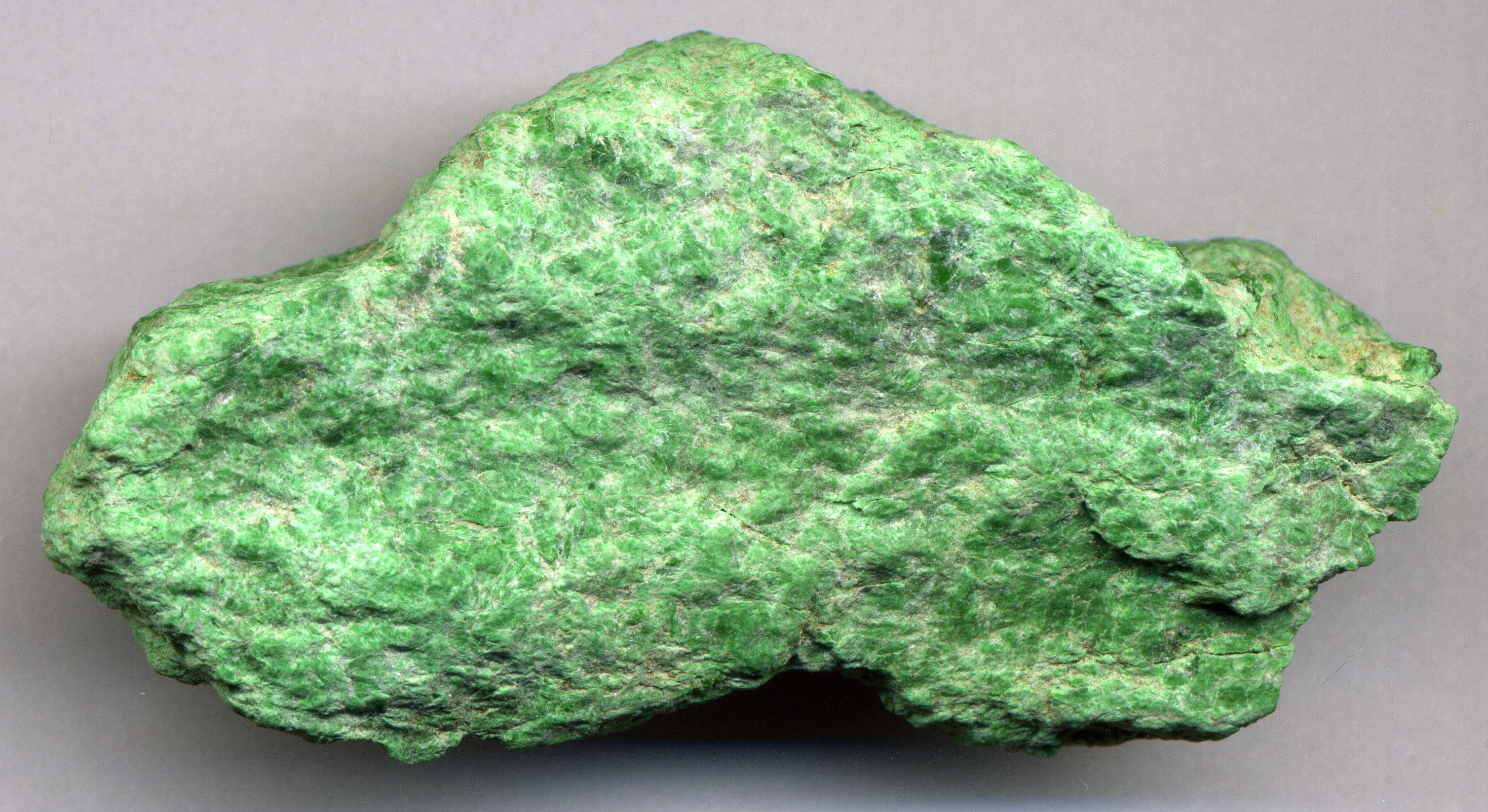
Um jade cromiano encontrado no oeste do estado de Cachim.

O comércio de jade em Myanmar consiste na mineração, distribuição e fabricação da variedade de jade, chamada jadeita, produzida no país de Myanmar (Birmânia). A maior parte de jadeita extraído em Myanmar não é cortada para uso no país, mas é transportada para outras nações, principalmente para a Ásia, servindo como joias e outros produtos. Os depósitos de jadeita encontrados nas regiões do norte de Myanmar são a jadeita de mais alta qualidade do mundo, considerada preciosa por fontes na China desde o século X. Hoje, estima-se que Myanmar seja a origem de mais de 70% da oferta mundial de jadeita de alta qualidade.